# Speyside

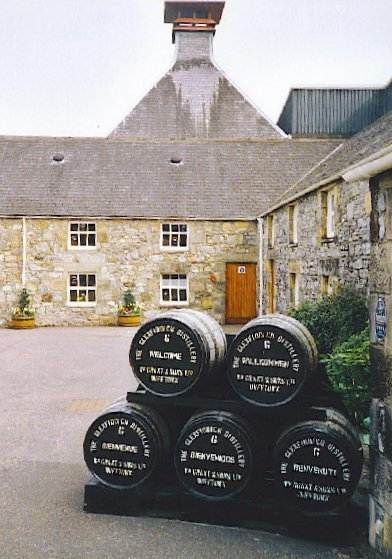
De Glenfiddich distilleerderij, in Dufftown.

Speyside is een gebied in Moray (voormalig graafschap), in Schotland waar 50% van de single malt whisky van Schotland wordt geproduceerd. The Whisky Trail is een toeristische toer gewijd aan single malt whisky en men bezoekt dan op deze tocht 8 distilleerderijen en een Speyside kuiperij.
In deze streek langs de rivier Spey zijn in onder andere de dorpen Elgin, Buckie, Rothes en Dufftown ongeveer 50 distilleerderijen gevestigd waar de single malt whisky wordt geproduceerd.
Daaronder zijn de meest bekende merken Cragganmore, Balvenie, Glenfiddich, The Glenlivet, Glen Moray Single Malt, Aberlour Single Malt en The Macallan. Sommigen rekenen ook Ardmore Single Malt tot Speyside, maar Ardmore ligt net ten oosten van het gebied en behoort tot de Highland Single Malt whisky's.
Single malt whisky's zijn whisky's afkomstig van één distilleerderij. Deze whisky's zijn vaak wat 'ruiger' van smaak; bijvoorbeeld de whisky's uit het westen van Schotland kenmerken zich door een zilte, jodium-achtige smaak. Single malts worden gedistilleerd in koperen potketels. Tijdens het bereiden past men de techniek eesten toe, waarbij de gerst wordt verhit boven een vuur dat vaak ook een deel turf bevat. Deze turf of juist het ontbreken ervan heeft een sterke invloed op de uiteindelijke smaak van de whisky.